# レオン・ブリルアン
レオン・ニコラ・ブリルアン（フランス語:Léon Nicolas Brillouin(フランス語発音に基づきブリユアンとも表記)、1889年8月7日 - 1969年10月4日）は、フランス・セーヴル生まれの物理学者。量子力学、大気中の電磁放射、固体物理学、情報理論などの分野に貢献した。
オーストリアの物理学者エルヴィン・シュレーディンガーが著書『生命とは何か』の中で「negative entropy」という概念を提唱したが、これを縮めて「ネゲントロピー」と命名したことで知られる。

## 出生
ブリルアンはフランスのパリにほど近いセーヴルに生まれた。父のマルセル・ブリルアン、祖父のエルテール・マスカール、曽祖父のシャルル・ブリオもまた物理学者であった。

## 学位取得まで
1908年から1912年にかけて、ブリルアンは物理学をパリのフランス高等師範学校で学んだ。とくに1911年から1912年の期間はジャン・ペランに師事した。その後ルートヴィヒ・マクシミリアン大学ミュンヘン(LMU)に移り、アルノルト・ゾンマーフェルトとともに理論物理学の研究を行った。ブリルアンの到着する数ヶ月前、LMUではマックス・フォン・ラウエによる結晶格子のX線回折の実験が行われていた。1913年にフランスには戻りパリ大学で研究した。この年はニールス・ボーアが水素原子のボーア模型に関する最初の論文を提出した年であった。1914年から1919年の第一次世界大戦の間ブリルアンは軍で働いた。戦争の終結をみてパリ大学へと戻り、ポール・ランジュバンとともに研究を続けた。1920年には学位（Docteur ès science）を与えられた。ブリルアンの学位論文の審査委員はランジュバン、マリ・キュリー、ジャン・ペランがつとめ、研究テーマは固体の量子理論であった。その学位論文では、固体中の原子振動(フォノン)の状態方程式を提案した。また、単色光の伝搬とおよびそれと音響波との相互作用、特に今日ではブリルアン散乱と呼ばれる周波数変化を伴う光の散乱についても研究した。

## 学位取得後
博士号を取得後、ブリルアンは雑誌Journal de Physique et le Radium の科学幹事に就任した。1932年にはコレージュ・ド・フランスの物理学教室において副責任者をつとめた。1926年、ブリルアンはグレゴール・ウェンツェル、ヘンリク・クラマースとは独立に、今日ウェンツェル-クラマース-ブリルアン近似 (WKB近似、半古典近似とも)として知られる手法を開発した。1928年にアンリ・ポアンカレ研究所が創設されると、教授として理論物理学の部門長に任じられた。結晶中における電子波の伝搬に関する1930年の仕事では、ブリルアンゾーンのコンセプトを導入した。また、ブリルアンは量子力学的な摂動法を開発した。これはユージン・ウィグナーの手法によるものと同様に、こんにちブリルアン-ウィグナーの公式として知られるものに帰着する。
ゾンマーフェルトとの研究以来、ブリルアンのは分散関係をもつ媒質中の電磁放射に興味を持ち先駆的な仕事を行っていたため、1939年8月には電波に関するスペシャリストとして、フランスの国営機関Radiodiffusion Nationaleの機構長に就任したが、これは第二次世界大戦が開戦する1か月前のことであった。1940年にフランスは敗北し、彼は政府の一員としてヴィシーへと退いた。その半年後に退職し渡米した。
1942年までブリルアンはウィスコンシン大学マディソン校の客員教授をつとめ、その後1943年までロードアイランドはプロビデンスのブラウン大学、次の2年間はコロンビア大学の防衛研究委員会で科学研究員としてレーダーの分野に取り組んだ。1947年から1949年までハーバード大学で応用数学の教授を務め、その後1952年から1954年にはニューヨーク州ポキプシーのIBMに勤務した。この時、コロンビア大学のトーマス・J・ワトソン研究所のメンバーとしても働いた。1954年にはコロンビア大学の非常勤教授となった。その後1969年に亡くなるまでニューヨークで生活した。妻マルシェルは1986年に亡くなった。
ブリルアンはブリルアンゾーンの概念を発見し、固体物理学の礎を築いた。また情報理論を物理学とコンピュータの設計の問題に適用し、エントロピーと情報の類似性を指摘するためにネゲントロピーの概念を作り出した。
ブリルアンはマクスウェルの悪魔として知られる問題の解についても述べている。著書Relativity Reexaminedにおいて彼は相対性理論の"痛ましくも完全な再検討"が"いま絶対的に必要である"と述べた。

## 表彰
- 1953年 – 米国科学アカデミー会員

## 書籍
- H. Armagnat and Léon Brillouin Les mesures en haute fréquence (Chiron, 1924)
- Léon Brillouin Les Statistiques Quantiques Et Leurs Applications. 2 Vols. (Presse Universitaires de France, 1930)
- Léon Brillouin  La Théorie des Quanta et l'Atome de Bohr (Presse Universitaires de France, 1922, 1931)
- Léon Brillouin Conductibilité électrique et thermique des métaux (Hermann, 1934)
- Léon Brillouin Notions Elementaires de Mathématiques pour les Sciences Expérimentales (Libraires de l'Academie de Médecine, 1939)
- Léon Brillouin The Mathematics of Ultra-High Frequencies Radio (Brown University, 1943)
- Léon Brillouin Wave Propagation in Periodic Structures: Electric Filters and Crystal Lattices (McGraw–Hill, 1946) (Dover, 1953, 2003)
- Léon Brillouin Les Tenseurs en mécanique et en élasticité: Cours de physique théorique (Dover, 1946)
- Léon Brillouin Mathématiques (Masson, 1947)
- Léon Brillouin Notions élémentaires de mathématiques pour les sciences expérimentales (Masson, 1947)
- Léon Brillouin and Maurice Parodi Propagation des ondes dans les milieux périodiques (Masson – Dunod, 1956)[10][11]
- Léon Brillouin La science et la théorie de l'information (Masson, 1959)
- Léon Brillouin Vie Matière et Observation (Albin Michel, 1959)
- Léon Brillouin Wave Propagation and Group Velocity (Academic Press, 1960)
- Léon Brillouin Science and Information Theory (Academic Press, 1962) (Dover, 2004)
- Léon Brillouin Scientific Uncertainty and Information (Academic Press, 1964)
- Léon Brillouin  Tensors in Mechanics and Elasticity. Translated from the French By Robert O. Brennan. (Engineering Physics: An International Series of Monographs, Vol. 2) (Academic Press, 1964)
- Léon Brillouin Relativity Reexamined (Academic Press, 1970)
- Léon Brillouin Tres Vidas Ejemplares en la Física (Madrid, Marzo, 1970)

## 参照
- ブリルアン散乱
- ブリルアンゾーン
- ブリルアン関数
- ブリルアンの定理
- アインシュタイン–ブリルアン–ケラーの量子化条件
- WKB近似
- ネゲントロピー

## 関連図書
- Mehra, Jagdish, and Helmut Rechenberg The Historical Development of Quantum Theory. Volume 1 Part 2 The Quantum Theory of Planck, Einstein, Bohr and Sommerfeld 1900–1925: Its Foundation and the Rise of Its Difficulties. (Springer, 2001) ISBN 0-387-95175-X
- Mehra, Jagdish, and Helmut Rechenberg The Historical Development of Quantum Theory. Volume 5 Erwin Schrödinger and the Rise of Wave Mechanics. Part 2 Schrödinger in Vienna and Zurich 1887–1925. (Springer, 2001) ISBN 0-387-95180-6
- Schiff, Leonard I. Quantum Mechanics (McGraw–Hill, 3rd edition, 1968)
- Mosseri, Rémy Léon Brillouin à la croisée des ondes (Belin, Paris, 1999) ISBN 2-7011-2299-6